# Nyctiophylax hamatus
Nyctiophylax hamatus is een fossiele soort schietmot uit de familie Polycentropodidae.